# 加的斯博物館
加的斯博物館（Museum of Cádiz）是位於西班牙城市加的斯的一座博物館。博物館成立於1970年。歐盟公民可免費入內參觀。

## 外部連結
- Official website（页面存档备份，存于） （西班牙文）
- Official website（页面存档备份，存于） （英文）
- Museum of Cádiz at Spain.info

36°32′5.77″N 6°17′47″W / 36.5349361°N 6.29639°W